# ナウエル・グスマン
ナウエル・イグナシオ・グスマン・パロメケ（Nahuel Ignacio Guzmán Palomeque 、1986年2月10日 - ）は、アルゼンチン・ロサリオ出身のプロサッカー選手。元アルゼンチン代表。UANLティグレス所属。ポジションはGK。

## 経歴

### クラブ
ニューウェルズ・オールドボーイズの下部組織で育成され、2006年8月のCAベルグラーノ戦でトップチームデビュー。2008年、インデペンディエンテ・リバダビアにレンタル移籍。
2014年7月、リーガMXのUANLティグレスに移籍。
2023年8月5日、リーグズカップ1回戦バンクーバー・ホワイトキャップスと対戦すると、試合はPK戦へ突入。2人目の場面で、相手のキックのタイミングでパントマイムを披露し、4人目の場面では、ライン上で奇妙な動きを見せ、人目の場面では口から紐を出す手品まで披露。イエローカードを提示されながら、キッカーの動揺を誘いPKをセーブし、ティグレスが勝利を収めた。

### 代表
ユース年代からアルゼンチン代表に選出されている。2003年にはフィンランドで開催されたFIFA U-17ワールドカップに参加した。
2014年10月13日、香港代表とのフレンドリーマッチでA代表初キャップ。
2018年5月、2018 FIFAワールドカップに向けた暫定登録メンバー35人の一人に選ばれた。その後、セルヒオ・ロメロの負傷離脱に伴い最終メンバーに登録された。

## 代表歴

### 出場大会
- アルゼンチン代表
  - 2018 FIFAワールドカップ

### 試合数
- 国際Aマッチ 6試合 0得点（2014年-2017年）[5]

| アルゼンチン代表 | 国際Aマッチ | 国際Aマッチ |
| 年               | 出場        | 得点        |
| ---------------- | ----------- | ----------- |
| 2014             | 2           | 0           |
| 2015             | 3           | 0           |
| 2016             | 0           | 0           |
| 2017             | 1           | 0           |
| 通算             | 6           | 0           |

## タイトル

### クラブ
ニューウェルズ
- プリメーラ・ディビシオン: 2013

UANL
- リーガMX: アペルトゥーラ 2015, アペルトゥーラ 2016, アペルトゥーラ 2017
- カンペオン・デ・カンペオーネス: 2016, 2017

### 個人
- リーガMXベストイレブン: アペルトゥーラ 2015, アペルトゥーラ 2016